# Abaera aurofusalis
Abaera aurofusalis là một loài bướm đêm thuộc chi Abaera. Loài này được George Hampson mô tả năm 1906 và được tìm thấy ở Brasil.